# NGC 7179
NGC 7179 (również PGC 67995) – galaktyka spiralna z poprzeczką (SBbc), znajdująca się w gwiazdozbiorze Indianina. Odkrył ją John Herschel 22 czerwca 1835 roku.